# Antoine Allut
Antoine Allut, né à Montpellier le 6 février 1744 et guillotiné le 25 juin 1794 à Paris, est un avocat, homme politique et encyclopédiste français.

## Biographie
Très jeune, Allut fut conduit avec sa sœur Suzanne, qui depuis, sous le nom de Suzanne Verdier, acquit par ses poésies bucoliques une réputation que les anciennes et nouvelles renommées dans ce genre n’ont pas effacée, à Paris où il fut éduqué notamment par l’abbé encyclopédiste Pestré.
Le frère et la sœur participèrent pour ainsi dire aux mêmes études et leur attachement s’accrut tellement avec l’âge que, lorsque M. Verdier, riche négociant de la ville d’Uzès, eut obtenu la main de Suzanne, ce fut une raison déterminante pour qu’Allut établisse sa résidence dans la même ville, quoique ses goûts et ses travaux dans les sciences, appréciés déjà par D'Alembert et Diderot, l’eussent porté à préférer le séjour de la capitale.
Là, Allut travailla dans la verrerie de son père tout en poursuivant ses recherches sur le verre qui lui valurent son admission à l’Académie des sciences et lettres de Montpellier en 1766. En 1766, il déménagea, à la suite des revers de fortune de son père pour la Bourgogne, où il se livra à des expériences sur le verre en compagnie de Buffon avec lequel il s’était lié.
Après que la Compagnie de Saint-Gobain eut injustement réduit à la faillite, en 1778, une manufacture de verre de plusieurs centaines d’employés qu’il avait montée à Rouelles, Allut retourna à Uzès où il exerça la profession d’avocat jusqu’en 1790. Ayant embrassé avec chaleur les principes de la Révolution, il devint procureur de la commune et député à la première législature par le département du Gard en septembre 1791.
Allut se fit peu remarquer à la tribune, mais il fut successivement membre de divers comités de cette assemblée. Déjà il sentait que le mouvement imprimé au corps social avait été trop violent et, un décret du 10 août 1792 ayant convoqué une Convention nationale, il n’y fut point appelé et alla exercer la profession d’avocat à Uzès.
À l’époque du 31 mai de l’année suivante, Allut se prononça avec chaleur pour le parti de la Gironde ; il rédigea même et signa quelques adresses contre celui de la Montagne. Proscrit sous la dénomination de fédéraliste, il parvint longtemps à se soustraire aux poursuites dont il était l’objet. Enfin il fut arrêté et traduit devant le tribunal révolutionnaire, qui le condamna à mort « comme fédéraliste, pour avoir approuvé les écrits liberticides du traître Rabaut Saint-Étienne ». Sa fin inspira une élégie touchante à sa sœur. 
À peine âgé de vingt ans, Allut a fourni à l’Encyclopédie  le long article Verrerie à vitres, ou en plat au t. XVII et aidé à préparer la description pour les gravures sur la verrerie dans le tome iv des planches. Il a également écrit plusieurs articles sur le verre pour les volumes Arts et métiers mécaniques de l'Encyclopédie méthodique.